# Штірковіца
Штірковіца (рум. Ștircovița) — село у повіті Мехедінць в Румунії. Входить до складу комуни Вледая.
Село розташоване на відстані 245 км на захід від Бухареста, 41 км на південний схід від Дробета-Турну-Северина, 64 км на захід від Крайови.

## Населення
За даними перепису населення 2002 року у селі проживали 318 осіб, усі — румуни. Усі жителі села рідною мовою назвали румунську.